# Football Manager 2013
Football Manager 2013 (communément appelé FM 2013) est un jeu vidéo de gestion sportive de football édité par Sega et développé par Sports Interactive, sorti le 2 novembre 2012 sur Windows et Mac OS X, le 30 novembre 2012 sur PSP et le 13 décembre 2012 sur iOS et Android. Il fait partie de la série Football Manager.

## Système de jeu
Football Manager 13 apporte un nouveau mode de jeu, Football manager Classic, plus rapide que le mode de jeu normal. Cette version offre également des Challenges prédéfinis qui proposent au joueur de terminer un scénario en un temps donné,. Enfin un mode permettant de jouer en ligne a été intégré.

## Piratage
Le producteur Miles Jacobson a estimé fin 2013 que plus de 10 millions de copies du jeu Football Manager 13 étaient illicites (« piratés »). Avec 3,2 millions de copies illicites, la Chine se place première au palmarès des pays où le jeu est le plus piraté. Le producteur relativise toutefois ce nombre en indiquant que le piratage a réellement empêché de vendre par la société éditrice 200 000 copies du jeu.